# Gornja Omašnica
Gornja Omašnica (Servisch cyrillisch Горња Омашница) is een plaats in de Servische gemeente Trstenik. De plaats telt 665 inwoners (2002).